# Châteauneuf-du-Pape (vindistrikt)

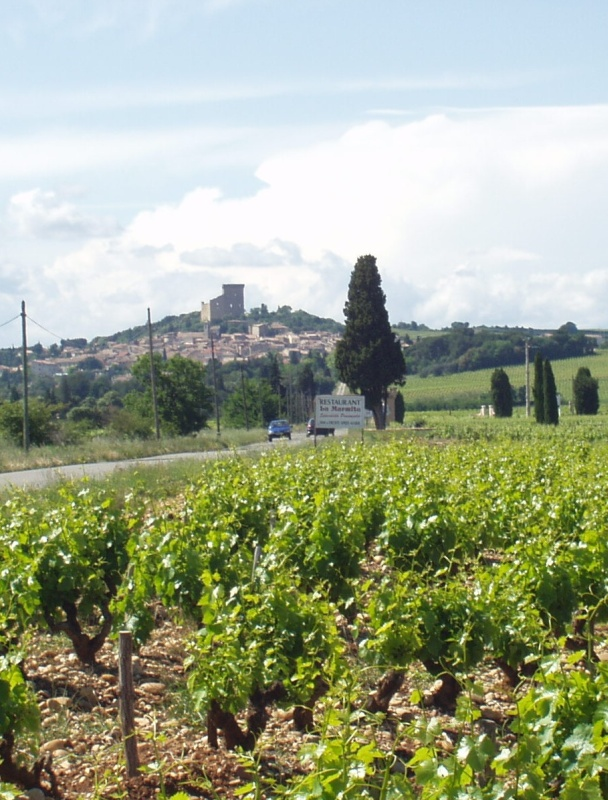
Odling i Châteauneuf-du-Pape

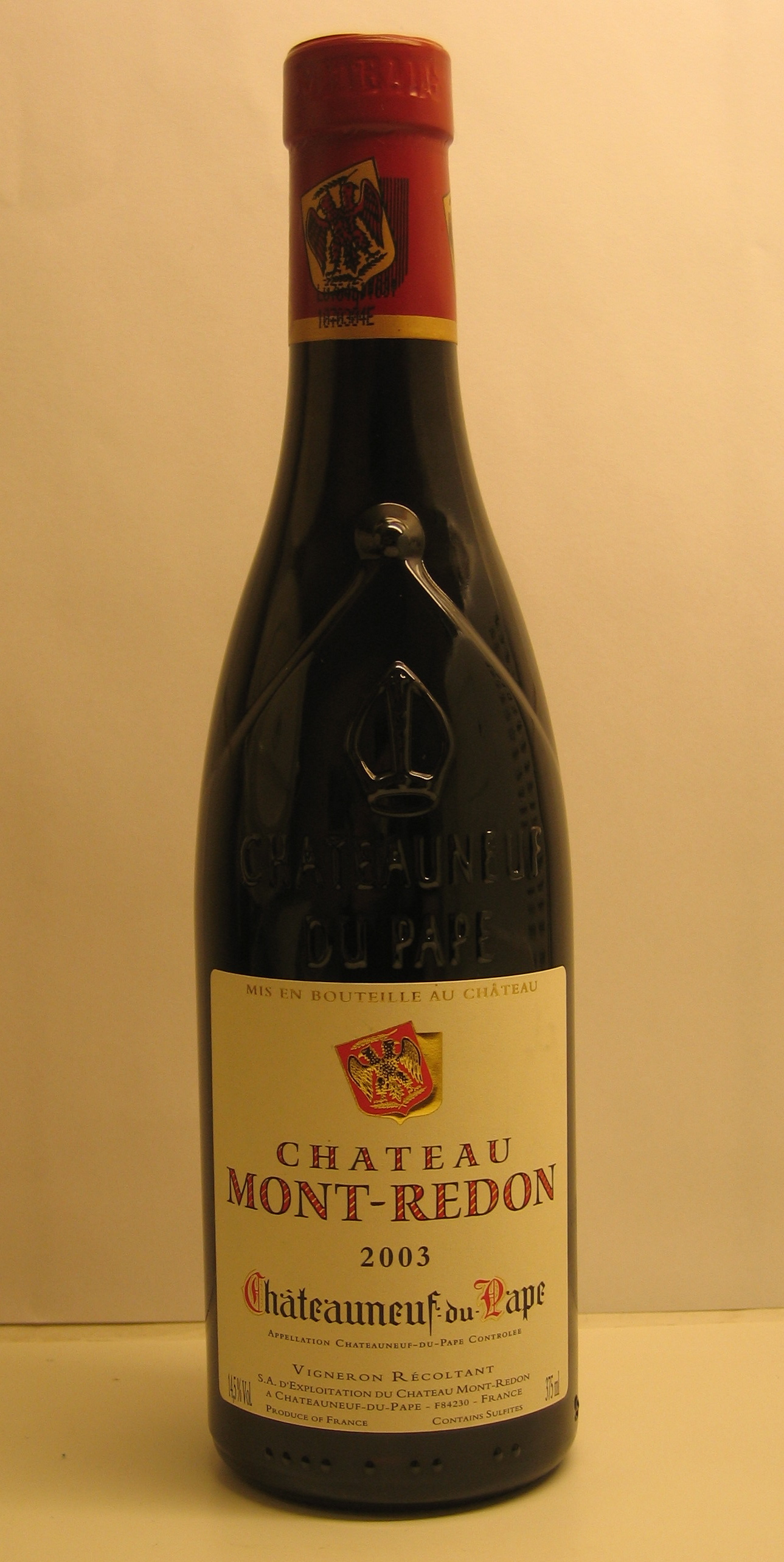
En halvflaska Châteauneuf-du-Pape. De flesta flaskor från området har mönster med olika påveinsignier, i detta fall en mitra.

Châteauneuf-du-Pape är ett vindistrikt kring byn Châteauneuf-du-Pape i Södra Rhônedalen i Frankrike. Namnet betyder "påvens nya slott" och kommer av påvarnas sommarslott som låg här under den andra delen av påvarnas babyloniska fångenskap. Distriktet är på cirka 3 350 hektar och producerar cirka 12 miljoner flaskor per år. Châteauneuf-du-Pape finns både som röda viner (ungefär 95% av produktionen) och som vita viner (ungefär 5%). Roséviner är inte tillåtna.
Jordmånen är mycket varierande i distriktet och därför görs de flesta vinerna på en blandning (cuvée) av vin från olika jordmåner. De områden som är mest kända är de som är täckta med runda, relativt stora stenar (ofta större än en knytnäve). Dessa stenar som kallas galets värms upp under dygnets soliga timmar och behåller värmen som sedan strålar ut under natten, vilket i sin tur hjälper druvorna att mogna. Distriktet räknas som ett av Frankrikes absolut bästa. I detta distrikt infördes 1923 också regler för vinerna som blev stilbildande för de appellation contrôlée-lagar som infördes i alla vindistrikt i Frankrike från mitten av 1930-talet.

## Druvsorter
Till skillnad från i Norra Rhônedalen är inte Syrah den stora druvan här. I stället härskar Grenache. Totalt 18 olika druvsorter är tillåtna i vinerna, varav nio blå och nio gröna. Traditionellt anges antalet till 13, men från 2009 års version av AOC-reglerna tas vissa druvsorter upp separat i noir-, gris-, rose- alternativt blanc-version.
Tillåtna blå druvsorter är Cinsaut, Counoise, Grenache Noir, Mourvèdre, Muscardin, Piquepoul Noir, Syrah, Terret Noir och Vaccarèse (Brun Argenté). Tillåtna gröna druvsorter är Bourboulenc, Clairette Blanche, Clairette Rose, Grenache Blanc, Grenache Gris, Picardan, Piquepoul Blanc, Piquepoul Gris och Roussanne. Både blå och gröna druvsorter är tillåtna i både röd och vit Châteauneuf-du-Pape. Det finns inga begränsningar i tillåtna proportioner av olika druvsorter, och till skillnad från många andra appellationer pekas inga druvsorter ut som huvudsakliga druvsorter. Således är det teoretiskt sett tillåtet att framställa endruvs-Châteauneuf-du-Pape från vilken som helst av dessa 18 druvsorter. I praktiken domineras de flesta Châteauneuf-du-Pape-viner av Grenache.
Vissa tillverkare, som Château de Beaucastel, använder alla 13 traditionella druvsorter. Andra, som Château Rayas, är endruvsviner på Grenache.

## Stilar
Två huvudsakliga stilar förekommer bland röd Châteauneuf-du-Pape. Den traditionella stilen ger kraftiga och tanninrika viner med hög alkoholhalt, fulla av frukt och bär (hallon, plommon med mera) och dessutom med en rad andra intressanta smaker som kaffe, choklad, örter och kanel. Detta vin kan ofta lagras i upp till 20 år. Den andra stilen är lite lättare viner med inslag av hallon, kryddor och lite rökighet. Det förekommer också vita Châteauneuf-du-Pape, vilka kan vara riktigt bra men är sällsynta.

## Kända producenter
Några av distriktets mest kända producenter är:
- Beaucastel
- Bonneau
- Bosquet des Pape
- Chapoutier
- Clos des Papes
- Clos du Mont-Olivet
- La Nerthe
- Fortia
- Mont Redon
- Rayas
- Vieux Télégraphe